# 盧卡斯·卡瓦利尼
盧卡斯·卡瓦利尼（英語/西班牙語：Lucas Cavallini；1992年12月28日—）是一名加拿大足球員，司職前鋒。

## 生平

### 國家隊生涯
2012年世預賽期間，卡瓦利尼在客場挑戰洪都拉斯的比賽中首次為加拿大男足上陣。該場比賽加拿大以8-1慘敗於洪都拉斯。
2013年，卡瓦利尼因為「個人原因」而拒絕加入加拿大男足出戰2013年中北美金盃的大名單。
2017年，卡瓦利尼入選加拿大男足出戰2017年中北美金盃的大名單。
2018年9月9日，中北美國家聯賽排位賽期間，卡瓦利尼在對戰美屬處女群島的比賽中攻入了他的第一顆國家隊入球。
2019年5月，卡瓦利尼入選加拿大男足出戰2019年中北美金盃的大名單。他在對戰古巴的比賽中上演帽子戲法。同年10月，卡瓦利尼在迎戰美國男足的中北美國家聯賽常規賽中為加拿大攻入奠定勝局的一球，協助加拿大以2-0擊敗美國。這也是加拿大男足自1985年以來第一次擊敗美國男足。
2021年3月29日世預賽期間，卡瓦利尼再次上演帽子戲法，協助加拿大以11-0狂掃開曼群島。同年7月，卡瓦利尼入選加拿大男足出戰2021年中北美金盃的大名單。